# Мидвест (Вајоминг)
Мидвест (енгл. Midwest) град је у америчкој савезној држави Вајоминг.

## Демографија
По попису из 2010. године број становника је 404, што је 4 (-1,0%) становника мање него 2000. године.
| Група             | 2000.       | 2010.       |
| Белци             | 384 (94,1%) | 376 (93,1%) |
| Афроамериканци    | 1 (0,2%)    | 1 (0,2%)    |
| Азијати           | 0 (0,0%)    | 1 (0,2%)    |
| Хиспаноамериканци | 11 (2,7%)   | 13 (3,2%)   |
| Укупно            | 408         | 404         |